# Avramkivșciîna, Ohtîrka
Avramkivșciîna (în ucraineană Аврамківщина) este un sat în comuna Hrun din raionul Ohtîrka, regiunea Sumî, Ucraina.

## Demografie
Componența lingvistică a localității Avramkivșciîna
     Ucraineană (99,01%)
     Alte limbi (0,99%)
Conform recensământului din 2001, majoritatea populației localității Avramkivșciîna era vorbitoare de ucraineană (99,01%), existând în minoritate și vorbitori de alte limbi.